# Стара Тухожа
Стара Тухожа (пол. Stara Tuchorza) — село в Польщі, у гміні Седлець Вольштинського повіту Великопольського воєводства.
Населення — 490 осіб (2011).
У 1975-1998 роках село належало до Зеленоґурського воєводства.

## Демографія
Демографічна структура станом на 31 березня 2011 року:
|          | Загалом | Допрацездатний вік | Працездатний вік | Постпрацездатний вік |
| -------- | ------- | ------------------ | ---------------- | -------------------- |
| Чоловіки | 227     | 61                 | 143              | 23                   |
| Жінки    | 263     | 60                 | 145              | 58                   |
| Разом    | 490     | 121                | 288              | 81                   |